# Giftgrubeïta
La giftgrubeïta és un mineral de la classe dels fosfats, que pertany al grup de la hureaulita. Rep el nom de la mina Giftgrube, a França, la seva localitat tipus.

## Característiques
La giftgrubeïta és un arsenat de fórmula química CaMn₂Ca₂(AsO₃OH)₂(AsO₄)₂(H₂O)₄. Va ser aprovada com a espècie vàlida per l'Associació Mineralògica Internacional l'any 2016, sent publicada per primera vegada el 2019. Cristal·litza en el sistema monoclínic. La seva duresa a l'escala de Mohs és 3,5.
L'exemplar que va servir per a determinar l'espècie, el que es coneix com a material tipus, es troba conservat a les col·leccions mineralògiques del Museu Cantonal de Geologia de la Universitat de Lausana, a Suïssa, amb els números de catàleg: mgl 080133 i 080134.

## Formació i jaciments
Va ser descoberta a la Mina Giftgrube, a la localitat de Sainte-Marie-aux-Mines del departament de l'Alt Rin (Gran Est, França). També ha estat descrita a les properes mines Sankt Jakob i Gabe Gottes, ambdues a Sainte-Marie-aux-Mines, així com a Jáchymov, al districte de Karlovy Vary (República Txeca).